# Корнелюк Василь Миронович
Василь Миронович Корнелюк (14 вересня 1956, село Кортеліси, Ратнівський район, Волинська область — загинув 8 жовтня 1995, автодорога поблизу села Вужиськ, Ратнівський район, Волинська область) — український діяч, представник Президента України в Ратнівському районі Волинської області. Народний депутат України 2-го скликання.

## Біографія
Після закінчення середньої школи поїхав вступати до університету імені Тараса Шевченка на факультет міжнародних відносин, але не поступив. Трудову діяльність розпочав у 1973 році робітником будівельно-монтажного управління. Працював на спорудженні Київського метрополітену. Після служби в радянській армії 2 роки був прохідником на шахті № 1 «Нововолинська».
У 1978 році вступив на історичний факультет Луцького педагогічного інституту, який закінчив з відзнакою (вчитель історії). Член КПРС.
У 1980 році, коли В.В. Щербицький відкривав у Кортелісах меморіальний комплекс «Жертвам фашизму», студента-історика Василя Корнелюка призначили завідувачем музею. У 1984 році перейшов на партійну роботу.
У березні 1990 року Корнелюк був обраний депутатом Волинської обласної ради. До 1991 року — секретар партійної організації радгоспу «Кортеліський» Ратнівського району Волинської області. У лютому 1991 року обраний головою Кортеліської сільської ради.
25 січня 1992 року на установчій конференції Селянської партії України Василь Корнелюк був обраний членом національної ради партії.
13 квітня 1992—1994 роках — представник Президента України в Ратнівському районі Волинської області.
Народний депутат України 2-го демократичного скликання з .04.1994 (2-й тур) до .10.1995, Старовижівський виборчий округ № 72, Волинська область. Член та керівник депутатської групи «Аграрники за реформи». На початку вересня 1995 року як керівник депутатської групи «Аграрники за реформи» Василь Корнелюк в складі парламентської делегації побував у Франції, де вивчав прогресивні методи господарювання.
Загинув 8 жовтня 1995 року в автомобільній катастрофі.